# Gouqi jiu
Gouqi jiu (zh:枸杞酒) est un élixir chinois fait à partir de baie de goji (gouqi en Chinois). Le gouqi jiu a une longue histoire médicinale en Chine. Cette teinture a été mentionnée pendant la Dynastie Han.
Il y a deux sortes distinctes de gouqi jiu :  
- boisson fermentée, à base de riz gluant, à laquelle on ajoute les baies.
- alcoolature produite par le trempage des baies dans un alcool blanc.